# Amorfa krzewiasta

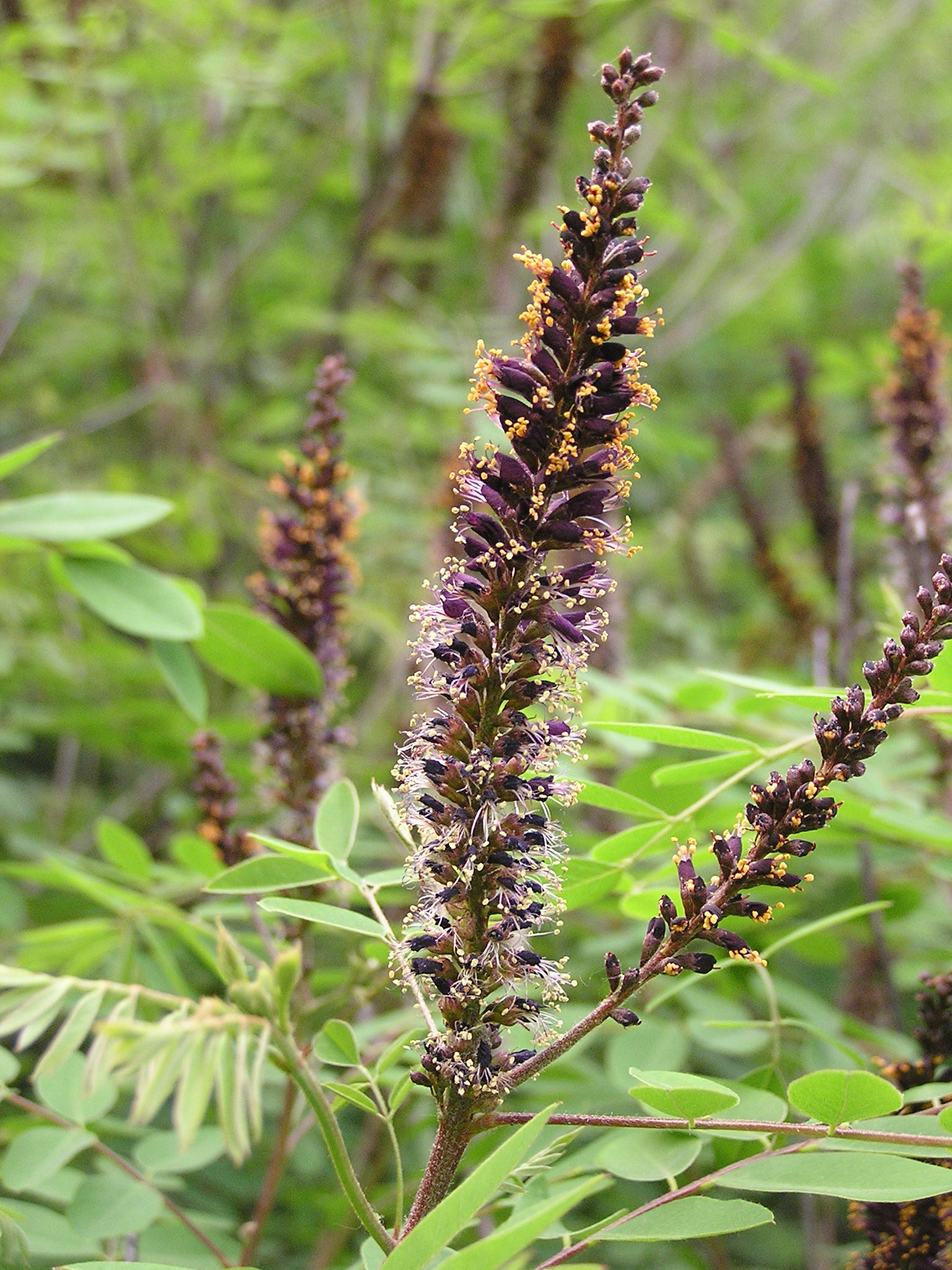
Kwiatostan

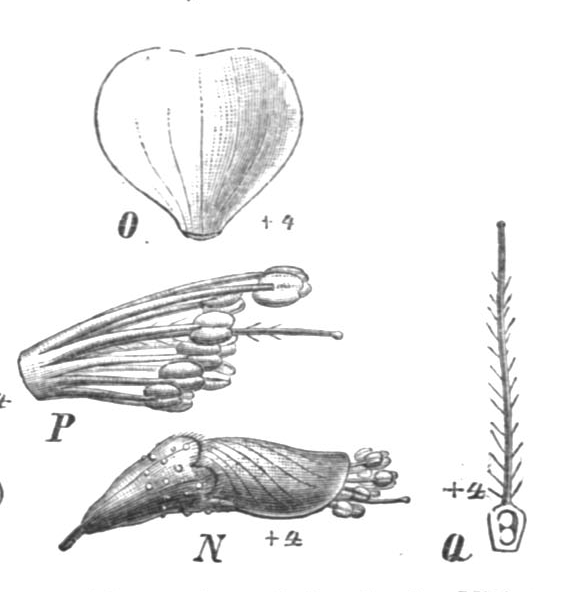
Budowa kwiatów

Amorfa krzewiasta, a. drzewiasta, a. zwyczajna, indygowiec zwyczajny, (Amorpha fruticosa L.) – gatunek krzewu z rodziny bobowatych. Pochodzi ze wschodniej części USA, skąd wzdłuż rzek rozprzestrzeniła się na niemal całe Stany Zjednoczone i na południową część Kanady, rozprzestrzenia się również w Europie i w Azji. Do Europy została sprowadzona w XVIII wieku w celach komercyjnych i z czasem naturalizowała się w wielu krajach, zwłaszcza na południu Europy (w Polsce obecna od 1806 roku). W Polsce roślina uprawna, lokalnie występować może też jako kenofit.

## Morfologia
PokrójWyprostowany, słabo rozgałęziony krzew, wysokości do 6 m.
LiścieSkrętoległe, długość do 30 cm, nieparzystopierzaste, złożone z 11-25 listków jajowatych lub eliptycznych, całobrzegich.
KorzenieGłęboki, silny system korzeniowy.
KwiatyO nieprzyjemnym zapachu, drobne, obupłciowe, purpurowofioletowe z żółtymi pylnikami, zebrane w gęste, wyprostowane grona skupione po kilka na końcach pędów.
OwocJednonasienny, niepękający strąk

## Biologia i ekologia
Siedlisko: rośnie wzdłuż rzek i strumieni, na brzegach stawów, jezior, na terenach bagnistych i na naturalnych rozlewiskach rzecznych. Ma małe wymagania glebowe, rośnie dobrze nawet na suchych, piaszczystych i kamienistych terenach. Preferuje podłoże o pH 7-8,5. Jest rośliną światłolubną, odporną na silny wiatr i suszę. Mrozoodporna, dobrze znosi zasolenie. Na liściach występują gruczołki żywiczne produkujące substancję owadobójczą. Kwitnie od czerwca do sierpnia.

## Zastosowanie

### Roślina miododajna
Gatunek uznawany jest za jeden z najbardziej miododajnych krzewów strefy umiarkowanej o wydajności miodowej wynoszącej do 80 kg/ha. Obnóża z pyłku amorfy mają charakterystyczną ceglastą barwę.

### Inne zastosowania
- roślina ozdobna
- sadzona jako żywopłot
- do wzmacniania brzegów (stawów, rzek itp.), do ochrony gleby przed erozją
- do obsadzania nieużytków
- w ogrodnictwie sadzona dla odstraszania owadów szkodników
- wykorzystywana do produkcji koszyków i gąsiorów (zwłaszcza we Włoszech w latach 50. XX wieku)
- strąki wykorzystywane są w Bułgarii w przemyśle perfumeryjnym i farmaceutycznym
- w Ameryce Północnej dawniej otrzymywano z niej barwnik będący namiastką indyga (ekstrahowanego z indygowca barwierskiego)

## Galeria

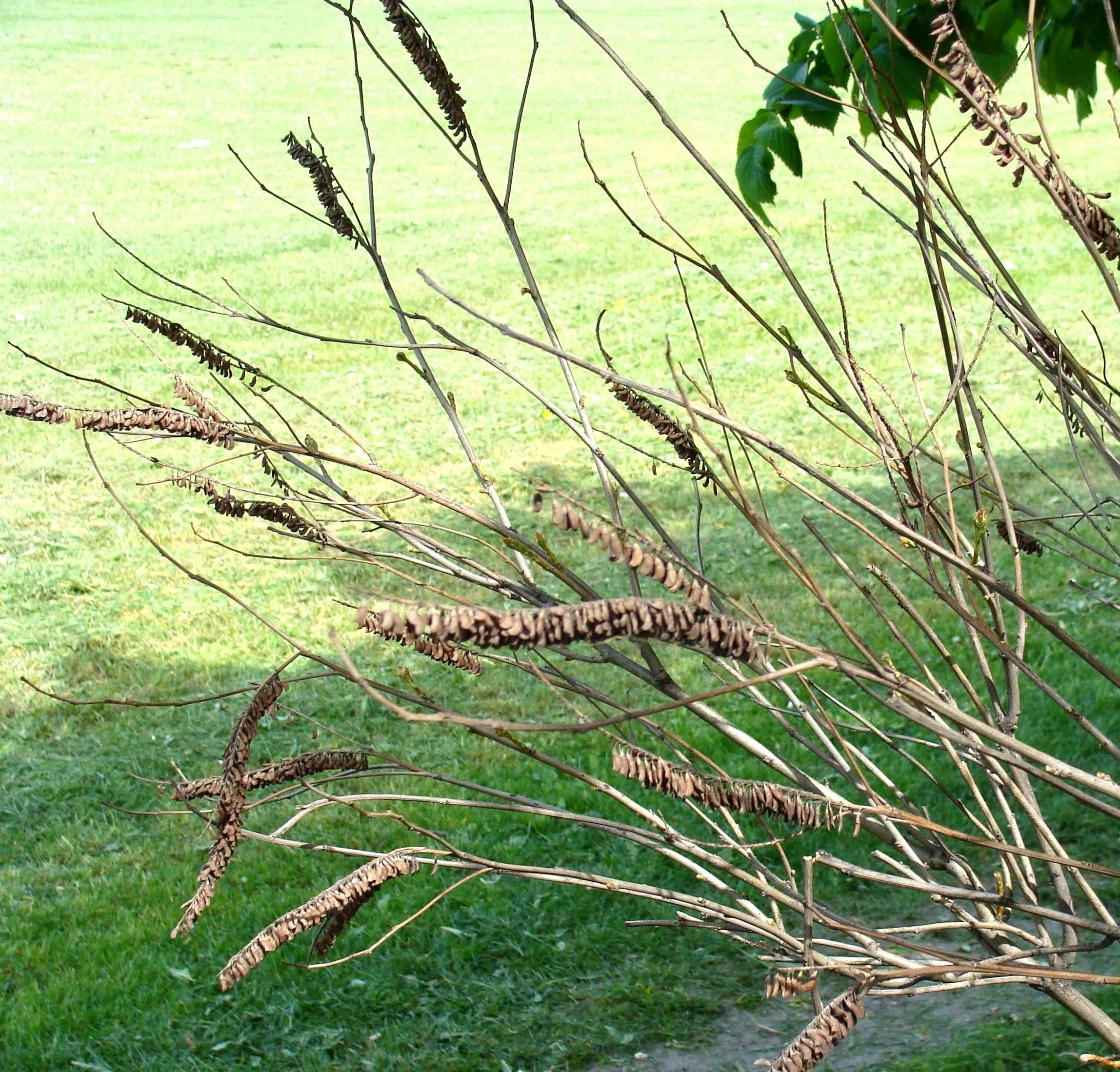
Początek maja – amorfa nie ma jeszcze liści
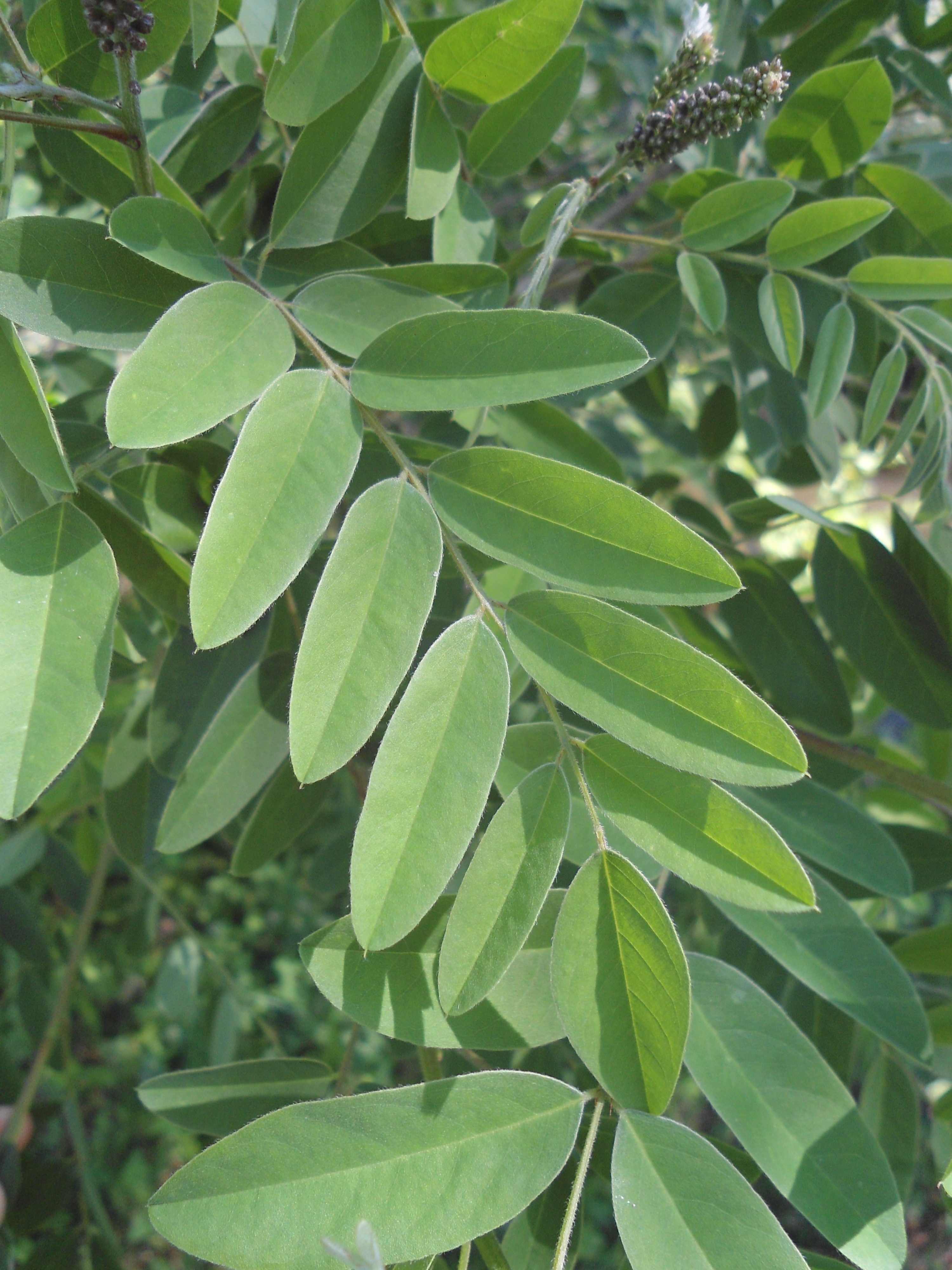
Liście
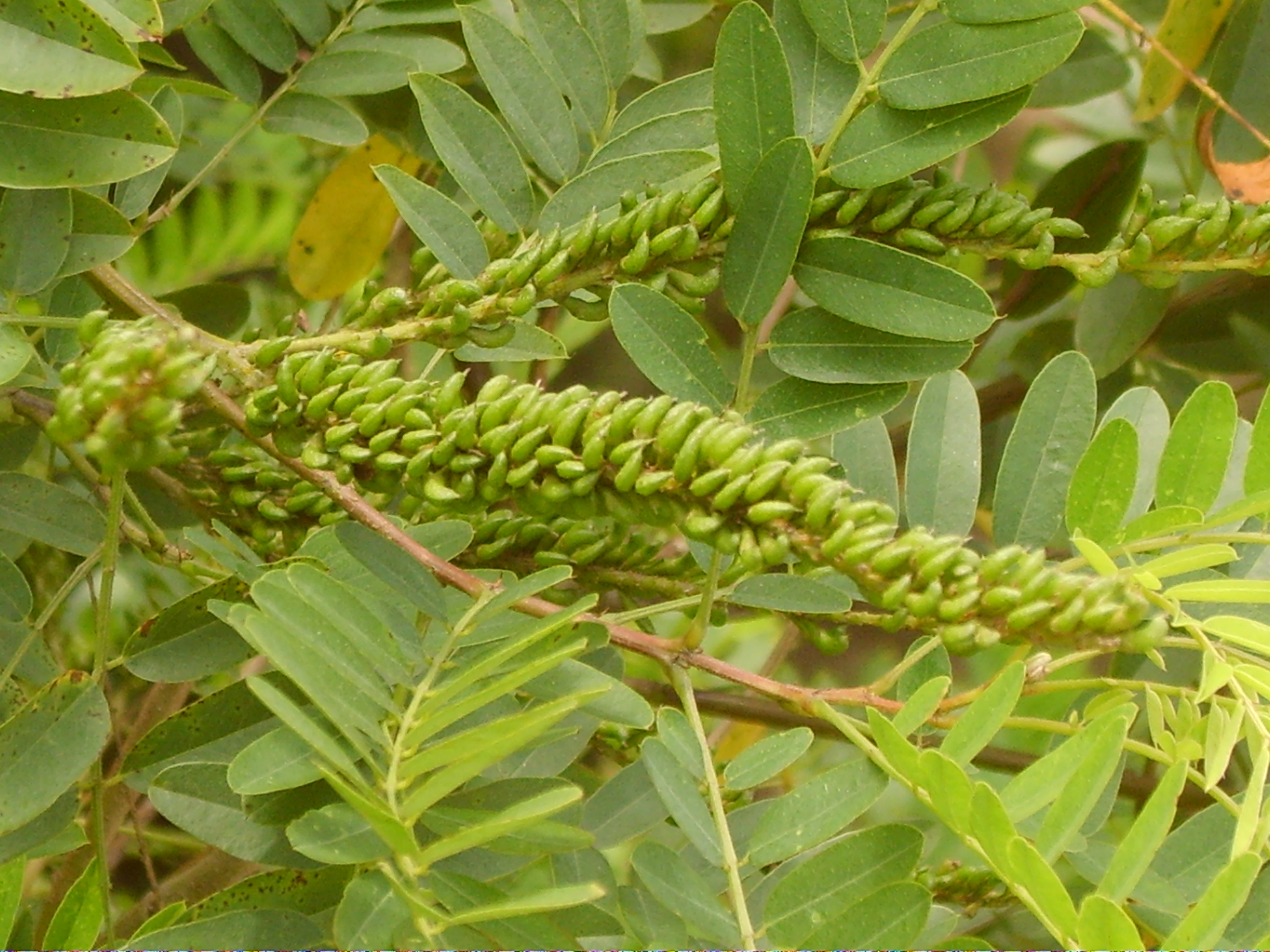
Owoce